# Olympische Sommerspiele 1952/Teilnehmer (Brasilien)
| Gelbes Symbol für Goldmedaillen mit stilisierten Olympischen Ringen | Graues Symbol für Silbermedaillen mit stilisierten Olympischen Ringen | Braundes Symbol für Bronzemedaillen mit stilisierten Olympischen Ringen |
| ------------------------------------------------------------------- | --------------------------------------------------------------------- | ----------------------------------------------------------------------- |
| 1                                                                   | —                                                                     | 2                                                                       |

Brasilien nahm an den Olympischen Sommerspielen 1952 in der finnischen Hauptstadt Helsinki mit 97 Sportlern, 5 Frauen und 92 Männern, an 51 Wettkämpfen in 14 Sportarten teil.
Seit 1920 war es die sechste Teilnahme eines brasilianischen Teams bei Olympischen Sommerspielen.

Jüngster Athlet war der Leichtathlet Sylvio dos Santos (17 Jahre und 14 Tage), ältester Athlet der Sportschütze Harvey Villela (53 Jahre und 358 Tage).

## Flaggenträger
Der Basketballspieler Mário Jorge trug die Flagge Brasiliens während der Eröffnungsfeier im Olympiastadion.

## Medaillengewinner
Mit einer gewonnenen Gold- und zwei Bronzemedaillen belegte das brasilianische Team Platz 24 im Medaillenspiegel.

### Gold
| Name             | Sportart       | Wettkampf  |
| ---------------- | -------------- | ---------- |
| Adhemar da Silva | Leichtathletik | Dreisprung |

### Bronze
| Name                     | Sportart       | Wettkampf           |
| ------------------------ | -------------- | ------------------- |
| José Telles da Conceição | Leichtathletik | Hochsprung          |
| Tetsuo Okamoto           | Schwimmen      | 1500 Meter Freistil |

## Teilnehmer nach Sportarten

### Basketball
Männer
- Team: Algodão, Almir, Angelim,  Bráz, Alfredo da Motta, Ruy de Freitas, Raymundo dos Santos, Mayr Facci, Godinho, Mário Jorge, Thales, Tião und Zé Luiz
1 Gruppenphase: Gruppe C, zwei Siege, eine Niederlage, für die 2. Gruppenphase qualifiziert
57:55-Sieg gegen Kanada
71:52-Sieg gegen die Philippinen
56:72-Niederlage gegen Argentinien
2. Gruppenphase: Gruppe B, ein Sieg, zwei Niederlagen
75:44-Sieg gegen Chile
49:55-Niederlage gegen die Sowjetunion
53:57-Niederlage gegen die Vereinigten Staaten von Amerika
Platzierungsspiele um die Plätze fünf bis acht
59:44-Sieg gegen Frankreich
49:58-Niederlage gegen Chile
Rang 6

### Boxen
Männer
Federgewicht (bis 57 kg)
- Pedro Galasso
Runde 1: Sieg gegen Toshihito Ishimaru aus Japan durch Punktrichterentscheidung (3:0)
Runde 2: Niederlage gegen Leszek Drogosz aus Polen durch Punktrichterentscheidung (0:3)
Rang 9

Halbweltergewicht (bis 63,5 kg)
- Celestino Pinto
Runde 1: Niederlage gegen Salomon Carrizales aus Venezuela durch Punktrichterentscheidung (1:2)
Rang 17

Weltergewicht (bis 67 kg)
- Alejandro Dibes
Runde 1: Niederlage gegen Victor Jørgensen aus Dänemark durch technischen K. o. in der zweiten Runde
Rang 17

Halbmittelgewicht (bis 71 kg)
- Paulo Cavalheiro
Runde 1: Freilos
Runde 2: Sieg gegen Sören Danielsson aus Schweden durch K. o. in der dritten Runde
Viertelfinale: Punkteniederlage gegen Boris Tischin aus der Sowjetunion (0:3)
Rang 5

Mittelgewicht (bis 75 kg)
- Nelson Andrade
Runde 1: Sieg gegen Mátyás Plachy aus Ungarn durch Punktrichterentscheidung (2:1)
Runde 2: Niederlage gegen Vasile Tiță aus Rumänien durch Disqualifikation in der zweiten Runde
Rang 9

Halbschwergewicht (bis 81 kg)
- Lucio Grotone
Runde 1: Freilos
Runde 2: Punktesieg gegen Bjarne Lingås aus Norwegen (2:1)
Viertelfinale: Niederlage gegen Antonio Pacenza aus Argentinien durch Punktrichterentscheidung (0:3)
Rang 5

### Fechten
Männer
Degen Einzel
- Darío Amaral
Runde 1: ausgeschieden in Gruppe 2 (Rang 5) vier Duelle gewonnen, drei verloren, 15 Treffer erhalten; ausgeschieden

- Walter de Paula
Runde 1: ausgeschieden in Gruppe 6 (Rang 6) drei Duelle gewonnen, vier verloren, 15 Treffer erhalten; ausgeschieden

- César Pekelman
Runde 1: in Gruppe 3 (Rang 3) vier Duelle gewonnen, drei verloren, 13 Treffer erhalten; für das Viertelfinale qualifiziert
Viertelfinale: in Gruppe 1 (Rang 6) drei Duelle gewonnen, fünf verloren, 18 Treffer erhalten; ausgeschieden

Degen Mannschaft
- Darío Amaral, Walter de Paula, César Pekelman und Helio Vieira
Runde 1: in Gruppe 3 (Rang 3) ohne Sieg ausgeschieden
14:1-Niederlage gegen  Ungarn
8:2-Niederlage gegen die  Schweiz

Säbel Einzel
- Estevão Molnar
Runde 1: in Gruppe 2 (Rang 5) vier Duelle gewonnen, drei verloren, 23 Treffer erhalten; ausgeschieden

### Fußball
Männer
- Team: Adésio, Carlos Alberto, Édson, Humberto, Jansen, Larry, Mauro, Milton Pessanha, Valdir, Vavá und Zózimo
Vorrunde: 5:1-Sieg gegen die  Niederlande
Tore: 1:1 (25. Min.) Humberto, 2:1 (33., Strafstoß) und 3:1 (36.) Larry, 4:1 (81.) Jansen, 5:1 (88.) Vavá
Achtelfinale: 2:1-Sieg gegen  Luxemburg
Tore: 1:0 (42. Min.) Larry, 2:0 (49.) Humberto
Viertelfinale: 2:4-Niederlage nach Verlängerung gegen die  BR Deutschland
Tore: 1:0 (12. Min.) Larry, 2:0 (74.) Zózimo

### Gewichtheben
Männer
Leichtschwergewicht (bis 82,5 kg)
- Silvino Robin
Finale: 345,0 kg, Rang 16
Militärpresse: 107,5 kg, Rang 13
Reißen: 100,0 kg, Rang 19
Stoßen: 137,5 kg, Rang 16

Mittelschwergewicht (bis 90 kg)
- Bruno Barabani
Finale: 355,0 kg, Rang 14
Militärpresse: 97,5 kg, Rang 19
Reißen: 112,5 kg, Rang 8
Stoßen: 145,0 kg, Rang 9

Schwergewicht (über 90 kg)
- Valdemar de Silveira
Finale: 362,5 kg, Rang 12
Militärpresse: 112,5 kg, Rang 12
Reißen: 110,0 kg, Rang 9
Stoßen: 140,0 kg, Rang 11

### Leichtathletik

#### Männer
400 m
- Argemiro Roque
Vorläufe: in Lauf 12 (Rang 3) mit 48,9 s (handgestoppt) bzw. 49,05 s (elektronisch) ausgeschieden

800 m
- Argemiro Roque
Vorläufe: in Lauf 6 (Rang 5) mit 1:54,1 min (handgestoppt) nicht für die Halbfinalläufe qualifiziert

400 m Hürden
- Wilson Carneiro
Runde eins: in Lauf sieben (Rang zwei) für das Viertelfinale qualifiziert, 56,0 Sekunden (handgestoppt)
Viertelfinale: ausgeschieden in Lauf zwei (Rang sechs), 59,4 Sekunden (handgestoppt)

Hochsprung
- José Telles da Conceição
Qualifikationsrunde: Gruppe B, 1,87 Meter, Rang sechs, Gesamtrang zehn, für das Finale qualifiziert
1,70 Meter: gültig, ohne Fehlversuch
1,80 Meter: gültig, ohne Fehlversuch
1,84 Meter: gültig, ohne Fehlversuch
1,87 Meter: gültig, ohne Fehlversuch
Finalrunde: 1,98 Meter, Rang drei 
1,70 Meter: ausgelassen
1,80 Meter: gültig, ohne Fehlversuch
1,90 Meter: gültig, ohne Fehlversuch
1,95 Meter: gültig, ohne Fehlversuch
1,98 Meter: gültig, ohne Fehlversuch
2,01 Meter: ungültig, drei Fehlversuche

Stabhochsprung
- Hélcio da Silva
Qualifikationsrunde: Gruppe A, 3,60 Meter, Rang elf, Gesamtrang 25, nicht für das Finale qualifiziert
3:60 Meter: gültig, ohne Fehlversuch
3,80 Meter: ungültig, drei Fehlversuche

Weitsprung
- Ary de Sá
Qualifikationsrunde: Gruppe A, 7,24 Meter, Rang fünf, Gesamtrang sechs, für das Finale qualifiziert
Versuch eins: 7,24 Meter
Versuch zwei: ausgelassen
Versuch drei: ausgelassen
Finalrunde: 7,23 Meter, Rang vier
Versuch eins: 7,15 Meter
Versuch zwei: 6,77 Meter
Versuch drei: 7,06 Meter
Versuch vier: 7,22 Meter
Versuch fünf: 7,20 Meter
Versuch sechs: 7,23 Meter

- Geraldo de Oliveira
Qualifikationsrunde: Gruppe B, 6,71 Meter, Rang zwölf, Gesamtrang 23, nicht für das Finale qualifiziert
Versuch eins: ungültig
Versuch zwei: 6,42 Meter
Versuch drei: 6,71 Meter

Dreisprung
- José Telles da Conceição
Qualifikationsrunde: Gruppe B, 14,46 Meter, Rang neun, Gesamtrang 17, nicht für das Finale qualifiziert
Versuch eins: 14,25 Meter
Versuch zwei: ungültig
Versuch drei: 14,46 Meter

- Adhemar da Silva
Qualifikationsrunde: Gruppe A, 15,32 Meter, Rang eins, Gesamtrang eins, für das Finale qualifiziert
Versuch eins: 15,32 Meter
Versuch zwei: ausgelassen
Versuch drei: ausgelassen
Finalrunde: 16,22 Meter, Rang eins 
Versuch eins: 15,95 Meter
Versuch zwei: 16,12 Meter (Weltrekord)
Versuch drei: 15,54 Meter
Versuch vier: 16,09 Meter
Versuch fünf: 16,22 Meter (Weltrekord)
Versuch sechs: 16,05 Meter

- Geraldo de Oliveira
Qualifikationsrunde: Gruppe B, 14,64 Meter, Rang fünf, Gesamtrang zehn, für das Finale qualifiziert
Versuch eins: 14,64 Meter
Versuch zwei: ausgelassen
Versuch drei: ausgelassen
Finalrunde: 14,95 Meter, Rang sieben
Versuch eins: ungültig
Versuch zwei: 14,95 Meter
Versuch drei: 12,66 Meter

#### Frauen
100 m
- Helena de Menezes
Vorläufe: in Lauf 7 (Rang 4) mit 12,5 s (handgestoppt) bzw. 12,83 s (elektronisch) nicht für die Viertelfinalläufe qualifiziert

200 m
- Deyse de Castro
Vorläufe: in Lauf 2 (Rang 3) mit 25,0 s (handgestoppt) bzw. 25,22 s (elektronisch) nicht für die Halbfinalläufe qualifiziert

80 m Hürden
- Wanda dos Santos
Vorläufe: in Lauf 6 (Rang 2) mit 11,3 s (handgestoppt) bzw. 11,58 s (elektronisch) für die Halbfinalläufe qualifiziert
Halbfinale: in Lauf 2 (Rang 5) mit 11,4 s (handgestoppt) bzw. 11,74 s (elektronisch) nicht für das Finale qualifiziert

Hochsprung
- Deyse de Castro
Endergebnis: 1,50 Meter, Rang 12
1,35 m: ausgelassen
1,40 m: ausgelassen
1,45 m: ausgelassen
1,50 m: gültig, ohne Fehlversuch
1,55 m: ungültig, drei Fehlversuche

Weitsprung
- Helena de Menezes
Qualifikation, Gruppe A: mit 5,33 m (Rang 10, Gesamtrang 24) für das Finale qualifiziert
1. Sprung: ungültig
2. Sprung: 5,22 m
3. Sprung: 5,33 m
Finale: 4,98 m, Rang 24
1. Sprung: ungültig
2. Sprung: 4,98 m
3. Sprung: 4,66 m

- Wanda dos Santos
Qualifikation, Gruppe B: mit 5,35 m (Rang 12, Gesamtrang 21) für das Finale qualifiziert
1. Sprung: 5,02 m
2. Sprung: 5,35 m
3. Sprung: ausgelassen
Finale: 5,36 Meter, Rang 21
1. Sprung: 5,36 m
2. Sprung: 5,20 m
3. Sprung: 5,21 m

### Moderner Fünfkampf
Männer
Einzel
- Aloysio Borges
Finale: 113 Punkte, Rang 21
Crosslauf: 15:54,5 min, Rang 22
Degenfechten: 34 Duelle gewonnen, zwei Unentschieden, Rang 1
Pistolenschießen: 165 Punkte, 19 Treffer, Rang 39
Schwimmen: 4:44,2 min, Rang 21
Springreiten: 83 Punkte, 10:59,0 min, Rang 30

- Eric Marques
Finale: 135 Punkte, Rang 29
Crosslauf: 16:03,7 min, Rang 28
Degenfechten: 25 Duelle gewonnen, Rang 18
Pistolenschießen: 173 Punkte, 20 Treffer, Rang 30
Schwimmen: 4:35,6 min, Rang 15
Springreiten: 28 Punkte, 12:38,3 min, Rang 44

- Eduardo de Medeiros
Finale: 80 Punkte, Rang 10
Crosslauf: 16:02,5 min, Rang 26
Degenfechten: 22 Duelle gewonnen, neun Unentschieden, Rang 24
Pistolenschießen: 187 Punkte, 20 Treffer, Rang 5
Schwimmen: 4:11,5 min, Rang 2
Springreiten: 96 Punkte, 10:39,8 min, Rang 23

Mannschaft
- Aloysio Borges, Eric Marques und Eduardo de Medeiros
313 Punkte, Rang 6
Crosslauf: 73 Punkte, Rang 9
Degenfechten: 42 Punkte, Rang 3
Pistolenschießen: 70 Punkte, Rang 9
Schwimmen: 34 Punkte, Rang 3
Springreiten: 94 Punkte, Rang 11

### Reiten
Männer
Springreiten, Einzel
- Eloy de Menezes
Finale: 8,00 Fehlerpunkte bei 45,0 Sekunden, Rang 4
1. Runde: 4,00 Fehlerpunkte, Rang 2
2. Runde: 4,00 Fehlerpunkte, Rang 4

- Renyldo Ferreira
Finale: 20,50 Fehlerpunkte, Rang 23
1. Runde: 12,50 Fehlerpunkte, Rang 32
2. Runde: 8,00 Fehlerpunkte, Rang 13

- Alvaro de Toledo
Finale: 28,00 Fehlerpunkte, Rang 31
1. Runde: 12,00 Fehlerpunkte, Rang 21
2. Runde: 16,00 Fehlerpunkte, Rang 33

Springreiten, Mannschaft
- Eloy de Menezes, Alvaro de Toledo und Renyldo Ferreira
Finale: 56,50 Fehlerpunkte, Rang 4
1. Runde: 28,50 Fehlerpunkte, Rang 4
2. Runde: 28,00 Fehlerpunkte, Rang 5

Vielseitigkeit, Einzel
- Pericles Cavalcanti
Finale: Wettkampf nicht beendet
Dressurreiten: 175,50 Minuspunkte, Rang 52
Geländeritt: disqualifiziert

### Rudern
Männer
Zweier mit Steuermann
- Francisco Furtado, João Maio und Harry Mosé
Vorläufe: in Lauf 1 (Rang 4) mit 8:19,0 min für den Hoffnungslauf qualifiziert
Hoffnungsläufe: in Lauf 2 (Rang 3) mit 8:05,5 min nicht für die Halbfinalläufe qualifiziert

### Schießen
Männer
Kleinkaliber Dreistellungskampf
- Severino Moreira
Finale: 1122 Punkte, 31 Volltreffer, Rang 27
kniend: 360 Punkte, Rang 38
liegend: 398 Punkte, Rang 6
stehend: 364 Punkte, Rang 23

- Harvey Villela
Finale: 1113 Punkte, 22 Volltreffer, Rang 32
kniend: 371 Punkte, Rang 30
liegend: 385 Punkte, Rang 38
stehend: 357 Punkte, Rang 27

Kleinkaliber liegend
- Severino Moreira
Finale: 398 Punkte, 22 Volltreffer, Rang 8
Runde 1: 100 Punkte, Rang 6
Runde 2: 99 Punkte, Rang 15
Runde 3: 100 Punkte, Rang 8
Runde 4: 99 Punkte, Rang 19

- Harvey Villela
Finale: 385 Punkte, 13 Volltreffer, Rang 48
Runde 1: 97 Punkte, Rang 45
Runde 2: 96 Punkte, Rang 49
Runde 3: 97 Punkte, Rang 49
Runde 4: 95 Punkte, Rang 55

Freie Scheibenpistole
- Jorge de Oliveira
Finale: 522 Punkte, Rang 19
Runde 1: 77 Punkte, Rang 45
Runde 2: 94 Punkte, Rang 04
Runde 3: 86 Punkte, Rang 27
Runde 4: 81 Punkte, Rang 39
Runde 5: 91 Punkte, Rang 07
Runde 6: 93 Punkte, Rang 04

- Álvaro dos Santos Filho
Finale: 513 Punkte, Rang 33
Runde 1: 86 Punkte, Rang 27
Runde 2: 80 Punkte, Rang 44
Runde 3: 84 Punkte, Rang 38
Runde 4: 84 Punkte, Rang 31
Runde 5: 89 Punkte, Rang 22
Runde 6: 90 Punkte, Rang 14

Freies Gewehr Dreistellungskampf
- Alberto Braga
Finale: 962 Punkte, Rang 27
kniend: 323 Punkte, Rang 26
liegend: 351 Punkte, Rang 31
stehend: 288 Punkte, Rang 26

- Antônio Guimarães
Finale: 932 Punkte, Rang 31
kniend: 309 Punkte, Rang 31
liegend: 342 Punkte, Rang 32
stehend: 281 Punkte, Rang 27

Schnellfeuerpistole
- Guilherme Cavalcanti
Finale: 547 Punkte, 60 Treffer, Rang 28
Runde 1: 273 Punkte, 30 Treffer, Rang 30
Runde 2: 274 Punkte, 30 Treffer, Rang 31

- Pedro Simão
Finale: 543 Punkte, 59 Treffer, Rang 38
Runde 1: 269 Punkte, 29 Treffer, Rang 39
Runde 2: 274 Punkte, 30 Treffer, Rang 31

### Schwimmen
Männer
100 m Freistil
- Aram Boghossian
Vorläufe: in Lauf 6 (Rang 5) mit 1:02,0 min nicht für die Halbfinalläufe qualifiziert

- Haroldo Lara
Vorläufe: in Lauf 4 (Rang 5) mit 1:01,2 min nicht für die Halbfinalläufe qualifiziert

400 m Freistil
- Ricardo Esperard
Vorläufe: in Lauf 3 (Rang 6) mit 5:09,5 min nicht für die Halbfinalläufe qualifiziert

- Tetsuo Okamoto
Vorläufe: in Lauf 7 (Rang 1) mit 4:46,1 min für die Halbfinalläufe qualifiziert
Halbfinale: in Lauf 3 (Rang 4) mit 4:46,2 min nicht für das Finale qualifiziert

1500 m Freistil
- Sylvio dos Santos
Vorläufe: in Lauf 1 (Rang 4) mit 19:26,8 min nicht für das

- Tetsuo Okamoto
Vorläufe: in Lauf 3 (Rang 1) mit 19:05,6 min für das Finale qualifiziert
Finale: 18:51,3 min, Rang 3

100 m Rücken
- Ilo da Fonseca
Vorläufe: in Lauf 5 (Rang 3) mit 1:09,9 min einen Entscheidungslauf (zwei Schwimmer mit selber Zeit) erreicht
Entscheidungslauf: gegen Bert Wardrop aus Großbritannien mit 1:09,5 min nicht für das Finale qualifiziert

- João Gonçalves Filho
Vorläufe: in Lauf 3 (Rang 3) für mit 1:09,7 min für die Halbfinalläufe qualifiziert
Halbfinale: in Lauf 2 (Rang 6) mit 1:09,7 min nicht für das Finale qualifiziert

- Fernando Pavan
Vorläufe: in Lauf 4 (Rang 3) mit 1:09,1 min für die Halbfinalläufe qualifiziert
Halbfinale: in Lauf 1 (Rang 6) mit 1:10,2 min nicht für das Finale qualifiziert

200 m Brust
- Adhemar Grijó Filho
Vorläufe: in Lauf 5 (Rang 4) mit 2:47,6 min nicht für die Halbfinalläufe qualifiziert

- Octavio Mobiglia
Vorläufe: in Lauf 3 (Rang 5) mit 2:46,1 min nicht für die Halbfinalläufe qualifiziert

4 × 200 m Freistil-Staffel
- Aram Boghossian, Sylvio dos Santos, João Gonçalves Filho und Haroldo Lara
Vorläufe: in Lauf 2 (Rang 4) mit 9:09,0 min nicht für das Finale qualifiziert

Frauen
400 m Freistil
- Piedade Coutinho-Tavares
Vorläufe: in Lauf 5 (Rang 3) mit 5:26,5 min für die Halbfinalläufe qualifiziert
Halbfinale: in Lauf 1 (Rang 7) mit 5:28,5 min nicht für das Finale qualifiziert

100 m Rücken
- Edith de Oliveira
Vorläufe: in Lauf 2 (Rang 4) mit 1:20,0 min nicht für das Finale qualifiziert

### Segeln
Männer
 Finn-Dinghy
- Alfredo Bercht
Finale: 3711 Punkte, Rang 9
1. Rennen: 0269 Punkte, 1:27:32 h, Rang 19
2. Rennen: 0594 Punkte, 1:49:16 h, Rang 09
3. Rennen: 0226 Punkte, 1:32:26 h, Rang 21
4. Rennen: 1247 Punkte, 1:20:29 h, Rang 02
5. Rennen: 0434 Punkte, 1:31:59 h, Rang 13
6. Rennen: 0318 Punkte, 1:26:57 h, Rang 17
7. Rennen: 0849 Punkte, 1:27:24 h, Rang 05

 Drachen
- Peter Mangels, Francisco Osoldi und Wolfgang Richter
Finale: 2884 Punkte, Rang 7
1. Rennen: 252 Punkte, 2:54:52 h, Rang 12
2. Rennen: 729 Punkte, 3:34:35 h, Rang 04
3. Rennen: 290 Punkte, 2:47:08 h, Rang 11
4. Rennen: 553 Punkte, 3:13:12 h, Rang 06
5. Rennen: 331 Punkte, 3:05:33 h, Rang 10
6. Rennen: 729 Punkte, 3:00:48 h, Rang 04
7. Rennen: 155 Punkte, 4:02:34 h, Rang 15

 Star
- Tacariju de Paula und Cid Nascimento
Finale: 2350 Punkte, Rang 12
1. Rennen: 382 Punkte, 2:54:49 h, Rang 11
2. Rennen: 821 Punkte, 3:15:15 h, Rang 04
3. Rennen: 309 Punkte, 3:02:29 h, Rang 13
4. Rennen: 144 Punkte, 3:11:40 h, Rang 19
5. Rennen: 344 Punkte, 3:02:00 h, Rang 12
6. Rennen: 247 Punkte, 3:02:50 h, Rang 15
7. Rennen: 247 Punkte, 3:31:10 h, Rang 15

### Wasserball
Männer
- Claudino Castro, Márvio dos Santos, Lucio Figueirêdo, João Havelange, Douglas Lima, Henrique Melmann, Edson Peri, Sérgio Rodrígues, Leo Rossi, Samuel Scheimberg und Daniel Sili
1. Qualifikationsrunde: 2:3 (0:2)-Niederlage gegen  Spanien
2. Qualifikationsrunde: 6:2 (3:2)-Sieg gegen  Portugal; für die Vorrunde qualifiziert
Vorrunde, Gruppe D: kein Sieg, drei Niederlagen, Rang 4; nicht für die Halbfinalrunde qualifiziert
1:3-Niederlage gegen  Belgien
4:6-Niederlage gegen  Spanien
2:9-Niederlage gegen  Südafrika

### Wasserspringen
Männer
Kunstspringen 3 Meter
- Milton Busin
Qualifikationsrunde: 67,97 Punkte, Rang 8, für das Finale qualifiziert
1. Sprung: 10,88 Punkte, Rang 12
2. Sprung: 10,03 Punkte, Rang 17
3. Sprung: 12,73 Punkte, Rang 07
4. Sprung: 10,05 Punkte, Rang 12
5. Sprung: 12,40 Punkte, Rang 15
6. Sprung: 11,88 Punkte, Rang 17
Finale: 87,94 Punkte, 155,91 Gesamtpunkte, Rang 6
1. Sprung: 13,80 Punkte, Rang 6
2. Sprung: 14,08 Punkte, Rang 7
3. Sprung: 14,75 Punkte, Rang 6
4. Sprung: 13,30 Punkte, Rang 6
5. Sprung: 13,92 Punkte, Rang 7
6. Sprung: 18,09 Punkte, Rang 4

Turmspringen
- Richard Arie
Qualifikationsrunde: 59,40 Punkte, Rang 28, nicht für Finale qualifiziert
1. Sprung: 09,44 Punkte, Rang 26
2. Sprung: 09,18 Punkte, Rang 26
3. Sprung: 13,57 Punkte, Rang 03
4. Sprung: 09,35 Punkte, Rang 22
5. Sprung: 09,86 Punkte, Rang 25
6. Sprung: 08,00 Punkte, Rang 29